# Robert Mauvoisin
Robert Mauvoisin (* im 12. Jahrhundert; † nach 1216) war ein französischer Ritter des vierten Kreuzzugs und des Albigenserkreuzzugs. 

## Herkunft
Er entstammte der Herrenfamilie von Rosny-sur-Seine (Haus Mauvoisin), wobei eine genaue genealogische Zuordnung schwierig ist. Er war mit Cecile verheiratet, Schwester des Grundherrn Guido von Chevreuse, und ihr gemeinsames Kind Isabelle war mit Adam II. von Beaumont-en-Gâtinais verheiratet. Der Ritter Pierre Mauvoisin, der in der Schlacht bei Bouvines (1214) Berühmtheit erlangte und dessen Vater Robert hieß, wird mal als Bruder, mal als Sohn des hier beschriebenen Kreuzritters angesehen.

## Karriere
Im November 1199 nahm Robert Mauvoisin das Kreuz zum vierten Kreuzzug, nachdem dies schon der Graf von Champagne und mehrere hohe Ritter nach einer Predigt des Fulko von Neuilly auf dem Turnier von Écry getan hatten. Zu diesem Anlass stiftete er der Abtei Saint-Antoine-des-Champs den Bau einer Kapelle, in der er eines Tages bestattet werden wollte. Nachdem die Führer des Kreuzzuges nach der Eroberung von Zara 1202 den Umweg des Kreuzzuges nach Konstantinopel beschlossen hatten, schloss sich Mauvoisin der Gruppe um Simon de Montfort an, die im April 1203 das Kreuzzugsheer verließ, um auf eigene Faust in das heilige Land zu ziehen. Ihnen schloss sich auch sein Schwager Dreux de Cressonsacq an.
Offenbar avancierte Mauvoisin im heiligen Land zum Vertrauensmann von Montfort, jedenfalls gehörte er ab 1209 zu dessen engsten Gefährten während des Albigenserkreuzzuges. Im Oktober 1209 unternahm er dabei eine Reise nach Rom, um Papst Innozenz III. den Brief zu übergeben, der die Ernennung Montforts zum Kreuzzugsführer und dessen Übernahme der Trencavel-Ländereien bekannt gab. Im Dezember 1209 war er mit den Antwortschreiben des Papstes wieder zum Kreuzzugsheer gestoßen. Wie Pierre de Vaux-de-Cernay berichtet hatte sich Mauvoisin bei der Belagerung von Minerve als eifriger Ketzerbekämpfer hervorgetan. Als Montfort im Juli 1210 den Ketzern von Minerve freien Abzug für ihre Kapitulation garantierte, sofern sie ihrem Glauben abschwören und sich der römisch-katholischen Kirche unterwerfen würden, protestierte Mauvoisin dagegen bei dem Legaten Arnaud Amaury. Er merkte an, dass die vorrangige Aufgabe des Kreuzzugs die Vernichtung der Häresie sei. Außerdem würden sich die Katharer von Minerve nur aus Angst um ihr Leben öffentlich zur römischen Kirche bekennen, sobald sie aber aus der Stadt entkommen seien, wieder anfangen, ihr Ketzertum zu praktizieren. Der Legat versicherte ihm jedoch, dass die Katharer von Minerve zu fest von ihrem Irrglauben überzeugt wären und deshalb nicht von ihm abschwören werden. Tatsächlich waren nur drei von etwa einhundertfünfzig Katharern bereit, auf den katholischen Glauben zu schwören, die restliche Mehrheit wurde nach der Kapitulation der Stadt verbrannt.
Mauvoisin engagierte sich danach weiter im Albigenserkreuzzug, wie bei der Belagerung von Termes im Dezember 1210. Im Juli 1211 wurde er, vermutlich von Rocamadour aus, nach Nordfrankreich zur Kreuzzugswerbung entsandt. Seinen Heimaufenthalt nutzte er im August um die Ehe seiner Tochter zu arrangieren. Anfang Dezember war er mit etwa 100 Rittern in das „Albigenserland“ zurückgekehrt. Am 17. Juli 1212 wurde er von Montfort mit der Einnahme von Marmande beauftragt, die er mit Erfolg abschließen konnte. Dies war zugleich seine letzte Nennung im Zusammenhang mit dem Albigenserkreuzzug.
Robert Mauvoisin lebte noch im Jahr 1216, als er in den Schenkungen seiner Frau an die Abteien von Vaux-de-Cernay und Port Royal des Champs genannt wurde.